# Heinrich Goldstein
Heinrich „Herschel Zwi“ Goldstein (* 30. August 1814 in Giesdorf, Schlesien; † unbekannt) war ab 1840 Lehrer an der jüdischen Schule zu Gleiwitz und wurde 1874, als eine Simultanschule eröffnet wurde, zwangspensioniert. Er war verheiratet mit Amalie, geborene Noizer aus Leobschütz und Verfasser mehrerer hebräischer Schulbücher.

## Werke
- Hebräische Schulgrammatik. Verlag F.E.C.Leuckert, Breslau 1848
- Hebräischer Sprachschüler. Verlag V.Wichura, Ratibor 1853
- Hebräisch-Deutsches Lesebuch für die ersten drei Schuljahre Lschom-Limodim. Verlag Ph.Karfunkel, Gleiwitz 1857
- Erstes Buch Moses, zunächst für die israelische Jugend bearbeitet. Teil I u. II, Verlag Albert Jäger, Gleiwitz 1875/76.

| Personendaten    | Personendaten                              |
| ---------------- | ------------------------------------------ |
| NAME             | Goldstein, Heinrich                        |
| ALTERNATIVNAMEN  | Goldstein, Herschel Zwi                    |
| KURZBESCHREIBUNG | Lehrer an der jüdischen Schule in Gleiwitz |
| GEBURTSDATUM     | 30. August 1814                            |
| GEBURTSORT       | Giesdorf (Schlesien)                       |
| STERBEDATUM      | nach 1874                                  |